# Clive James
Clive James, nacido Vivian Leopold James (Kogarah, Australia, 7 de octubre de 1939-Cambridge, Reino Unido, 24 de noviembre de 2019), fue un crítico, periodista y escritor australiano que vivió y trabajó en el Reino Unido desde 1961 hasta su muerte, en 2019. Comenzó su carrera como crítico literario antes de convertirse en crítico de televisión de The Observer en 1972, donde alcanzó un notable reconocimiento por su humor irónico y seco. Durante el mismo período, alcanzó una notable reputación como poeta y escritor satírico. Su popularidad en Reino Unido se debió primero a su actividad como guionista de televisión y, posteriormente, a su faceta como presentador de sus propios programas, incluyendo el programa ...On Television.

## Primeros años
Clive James, cuyo nombre original era Vivian Leopold James, nació en Kogarah, un suburbio al sur de Sídney. Pudo cambiar su nombre aun siendo niño porque "después de que Vivien Leigh interpretara a Scarlett O'Hara el nombre se convirtió definitivamente en un nombre de chica, sin importar cómo lo escribiera". Eligió "Clive", el nombre del personaje de Tyrone Power en la película de 1942 This above all (estrenada en España con el título Sé fiel a ti mismo).
El padre de James, Albert Arthur James, fue hecho prisionero por los japoneses durante la II Guerra Mundial. Aunque sobrevivió al campo de prisioneros de guerra, murió cuando el B-24 americano que transportaba a los prisioneros de guerra aliados liberados en el que iba, se vio afectado por la cola de un tifón, en la ruta entre Okinawa y Manila, y se estrelló en las montañas del sureste de Taiwán. Fue enterrado en el cementerio de guerra Sai Wan de Hong Kong. James afirmaría años después que toda su obra tiene su origen en la muerte de su padre.
James, hijo único, fue criado por su madre (Minora May, nacida Darke), obrera de una fábrica, en los suburbios de Kogarah y Jannali, en Sídney, viviendo algunos años junto a su abuelo materno.
Estudió en el Sydney Technical High School (a pesar de ganar una beca para el Sydney Boys High Schooly en la Universidad de Sídney, donde estudió inglés y psicología entre 1957 y 1960, y donde participó en el Sydney Push, una subcultura intelectual libertaria. Durante sus años universitarios colaboró con el periódico estudiantil Honi Soit y dirigió la publicación anual de la revista de la asociación de estudiantes. Se graduó con una Licenciatura en Letras con Honores en estudios ingleses en 1961. Después de graduarse, James trabajó durante un año como asistente de editor de una sección de The Sydney Morning Herald.
En 1962, James se trasladó a Inglaterra, que se convertiría en su hogar durante el resto de su vida. Durante sus primeros tres años en Londres, mientras estudiaba en Cambridge, compartió piso con el director de cine Australiano Bruce Beresford (escondido bajo el pseudónimo "Dave Dalziel" en los primeros tres volúmenes de las memorias de James), fue vecino de la artista Australiana Brett Whiteley, conoció a Barry Humphries (escondido bajo el pseudónimo "Bruce Jennings") y encadenó una serie desastrosa de trabajos cortos como chapista, ayudante de biblioteca, foto-documentalista e investigador de mercado.
James consiguió una plaza en Pembroke College, en la Universidad de Cambridge, como lector de literatura inglesa. Mientras estuvo allí, colaboró con todos los periódicos universitarios, fue miembro y luego Presidente de la compañía de teatro Footlights y participó en el torneo University Challenge como capitán del equipo de Pembroke, venciendo a St Hilda's (Oxford), pero siendo derrotado ante Balliol en la última pregunta de un enfrentamiento muy ajustado. Durante las vacaciones de verano, trabajó como peón en un circo para ganar dinero para viajar a Italia. Entre sus compañeros en Cambridge se encontraban Germaine Greer (apodada "Romaine Rand" en los primeros tres volúmenes de sus memorias), Simon Schama y Eric Idle. Tras haber evitado cuidadosamente, según él, la lectura de cualquiera de los materiales recomendados (pero tras haber leído mucha literatura inglesa y extranjera), James se graduó con una calificación mejor de la esperada (un 2:1, en el sistema británico) y comenzó una tesis doctoral sobre Percy Bysshe Shelley.

## Carrera

### Crítico y ensayista
James comenzó a escribir como crítico de televisión de The Observer en 1972, puesto que ocuparía hasta 1982. En ocasiones era despiadado. Algunas de sus columnas se publicaron en tres libros — Visions Before Midnight, The Crystal Bucket y Glued to the Box – y, finalmente, en un compendio, On Television. Paralelamente, escribió crítica literaria en periódicos, revistas y publicaciones periódicas en Gran Bretaña, Australia y los Estados Unidos, incluyendo, entre otros muchos, el Australian Book Review, The Monthly, The Atlantic, el New York Review of Books, The Liberal y The Times Literary Supplement. John Gross incluyó el ensayo de James "A Blizzard of Tiny Kisses" en el Oxford Book of Essays (1992, 1999).
The Metropolitan Critic (1974), su primera colección de artículos sobre crítica literaria, fue seguido por At the Pillars of Hercules (1979), From the Land of Shadows (1982), Snakecharmers in Texas (1988), The Dreaming Swimmer (1992), Even As We Speak (2004), The Meaning of Recognition (2005) y Cultural Amnesia (2007), esta última consistente en una colección de biografías intelectuales mínimas de más de 100 figuras relevantes de la cultura, la historia y la política modernas. El libro, concebido como una defensa del humanismo, la democracia liberal y la claridad literaria, fue catalogado entre los mejores de 2007 por The Village Voice. Otro volumen de ensayos, The Revolt of the Pendulum, fue publicado en junio de 2009.
También publicó Flying Visits, una colección de relatos de viajes para The Observer. Durante muchos años, hasta mediados de 2014, escribió la página de crítica de televisión semanal en la edición de los sábados de The Daily Telegraph.

### Poeta y letrista
James publicó varios libros de poesía, incluyendo un diario en verso, Poem of the Year (1983); una primera antología, Other Passports: Poems 1958-1985; y The Book of My Enemy (2003), un volumen que toma su título de su poema "The Book of My Enemy Has Been Remaindered".
Publicó cuatro poemas épicos cómicos — The Fate of Felicity Fark in the Land of the Media: a moral poem (1975), Peregrine Prykke's Pilgrimage Through the London Literary World (1976), Britannia Bright's Bewilderment in the Wilderness of Westminster (1976) y Charles Charming's Challengeson the Pathway to the Throne (1981) — y un extenso poema épico autobiográfico, The River in the Sky (2018).
Durante la década de 1970 también colaboró con Pete Atkin en seis álbumes musicales:
- Beware of the Beautiful Stranger (1970)
- Driving Through Mythical America (1971)
- A King at Nightfall (1973)
- The Road of Silk (1974)
- Secret Drinker (1974)
- Live Libel (1975)

Atkin y James fueron de gira juntos para promocionar el último álbum, consistente en una antología de parodias y de números humorísticos escritos a lo largo de los años, y el poema épico de James Felicity Fark. James escribió los textos de la carátula del álbum, que en su mayoría relacionaban las canciones con burlas apenas disimuladas a artistas populares y tendencias del momento. En el escenario, James leía su poema y presentaba el álbum de canciones. A pesar del éxito de la gira, Atkins no hizo nuevas grabaciones, dedicándose a explorar otros caminos y llegando a ser, andando el tiempo, productor de radio de la BBC.
A finales de la década de 1990 resurgió el interés por estas canciones, lo que llevó a la reedición de los seis álbumes en CD entre 1997 y 2001, así como a nuevas actuaciones en directo de la pareja. En 2002 se editó un nuevo álbum doble con canciones inéditas escritas en la década de los setenta, titulado The Lakeside Sessions: Volumes 1 and 2 y en 2003 se lanzó Winter Spring, un álbum con materiales nuevos escrito por James y Atkin. A ambos lanzamientos les siguió Midnight Voices, un álbum con nuevas versiones de las mejores canciones de los primeros discos de Atkin y James y, en 2015, The Colours of the Night, que incluyó varios temas completamente nuevos.
James reconoció la importancia del grupo Midnight Voices para que el público conociera su faceta como letrista. En noviembre de 1997 escribió, "que una de las 'voces de medianoche' de mi propio destino fuera la música de Pete Atkin sigue estando entre las mayores bendiciones de mi vida".
En 2013, publicó una traducción de la Divina Comedia de Dante Alighieri. La obra, en la que decidió utilizar cuartetos para traducir los tercetos encadenados originales, fue bien recibida por la crítica australiana. Joseph Luzzi escribió en The New York Times, que la traducción no lograba captar los momentos más dramáticos del Inferno, pero que sí salía airosa cuando Dante se ralentizaba, en los cantos más teológicos y deliberativos del Purgatorio y del Paradiso.

### Novelista y memorialista
En 1980, James publicó el primer libro de su autobiografía, Unreliable Memoirs, en el que relataba sus primeros años de vida en Australia y que tuvo más de 100 reimpresiones. Fue seguido por otros cuatro volúmenes autobiográficos: Falling Towards England (1985), que cubría sus años londinenses; May Week Was in June (1990), que se ocupaba de su tiempo en Cambridge; North Face of Soho (2006) y The Blaze of Obscurity (2009), este último sobre su carrera como presentador de televisión. Una edición integral de los tres primeros volúmenes sería publicada más adelante bajo el título genérico de Always Unreliable. James también escribió cuatro novelas: Brilliant Creatures (1983), The Remake (1987), Brrm! Brrm!  (1991), publicada en los Estados Unidos como The Man from Japan, y The Silver Castle (1996).
En 1999, John Gross incluyó un extracto de Unreliable Memoirs en The New Oxford Book of English Prose. John Carey eligió Unreliable Memoirs como uno de los 50 más libros más amenos del siglo XX en su libro Pure Pleasure (2000).

### Televisión
James desarrolló su carrera en televisión como comentarista invitado en diversos programas, incluyendo su participación como copresentador de Tony Wilson en la primera temporada de So it goes, el programa de música pop de Granada Television. Cuando los Sex Pistols aparecieron por primera vez en el programa, James lo describió así: "Durante la grabación, me asignaron la tarea de mantener controlados a esos pequeños cabrones . Fui capaz de acallarlos con la ayuda de un micrófono, pero la cosa estuvo cerca... atacaban a todo lo que les rodeaba y tenían dificultades incluso para ser educados entre ellos".
Posteriormente, James presentó en la cadena ITV el programa Clive James on Televisión, en el que mostraba extractos de programas de televisión raros o humorísticos (en muchas ocasiones, sin pretenderlo), procedentes de todo el mundo y, sobre todo, del programa japonés Za Gaman. Después de abandonar la BBC en 1988, presentó un programa de formato similar que se llamó Saturday Night Clive (1988-1990), que se emitía los sábados por la noche en su primera temporada. Durante su segunda temporada en antena pasó a llamarse Saturday Night Clive on Sunday, al cambiar el día de emisión al domingo y, finalmente, durante su tercera y última temporada se llamó Sunday Night Clive. En 1995 fundó Watchmaker Productions para producir The Clive James Show para la cadena ITV y en las temporadas posteriores lanzaría la carrera de la cantante y humorista británica Margarita Pracatan. James presentó uno de los primeros programas de debate en la cadena Channel 4 y los programas de la BBC Review of the Year  a finales de la década de 1980 (Clive James on the '80s) y de 1990 (Clive James on the '90s), que formaban parte de la programación del canal durante Nochevieja.
A mediados de la década de 1980, James apareció en un programa de viajes llamado Clive James in... (comenzando con Clive James in Las Vegas) para la cadena LWT (ahora ITV) y más tarde para la BBC, donde continuó la producción de programas de viaje, esta vez con el título Clive James's Postcard from... (comenzando con Clive James's Postcard from Miami) – este programa también acabaría emitiéndose en la cadena ITV. También fue uno de los miembros originales del equipo de presentadores de la BBC en The Late Show, donde moderaba una mesa redonda de debate los viernes por la noche.
Su principal serie documental Fame in the 20th Century (1993) fue emitido en el Reino Unido por la BBC, en Australia por la cadena ABC y en los Estados Unidos por la PBS. Esta serie trataba el concepto de "fama" en el siglo XX, desarrollando en ocho episodios (cada uno en orden cronológico y aproximadamente dedicado a una década del siglo, desde la década de 1900 hasta la década de 1980) varias cuestiones sobre personas de fama mundial durante el siglo XX. A través del uso de imágenes de películas, James presentó una historia de la "fama" que describía como había ido creciendo hasta sus dimensiones globales actuales. En su monólogo final, afirmaba que "Alcanzar logros sin fama puede justificar una vida, pero la fama sin logros no es vida en absoluto."
James, conocido aficionado a los deportes de motor, presentó las temporadas oficiales de Fórmula 1 en 1982, 1984 y 1986, en programas producidos por la Asociación de Constructores de Fórmula 1. James, quien asistió a la mayoría de las carreras de F1 durante la década de 1980 y que era amigo del jefe de la Asociación, Bernie Ecclestone, añadía su toque de humor a los comentarios, lo que se hizo muy popular entre los aficionados a este deporte. También presentó The Clive James Formula 1 Show para el canal ITV coincidiendo con la emisión de la temporada de Fórmula 1 en esta cadena en 1997.
James resumió lo que significaba este medio en la introducción a Glued to the box: "Quien tiene miedo de lo que cree que la televisión hace al mundo, probablemente es porque le tiene miedo al mundo."

### Radio
En 2007, James comenzó a presentar el programa A Point of View en la cadena BBC Radio 4, y algunas transcripciones de sus intervenciones se publicaron en la sección "Magazine" de las Noticias en línea de la BBC. En este programa, James abordaba diversos temas con un cierto toque de humor. Los temas tratados incluían la forma en que los medios de comunicación presentan la tortura, los modelos sociales para los jóvenes negros o los rediseños de marca de las empresas (rebranding). Tres de las emisiones de James de 2007 fueron preseleccionadas para los Premios Orwell de 2008.
En octubre de 2009, James leyó una versión radiofónica de su libro The Blaze of Obscurity en el programa de BBC Radio 4 Book of the Week. En diciembre de 2009, habló sobre el P-51 Mustang y otros aviones de combate estadounidenses de la Segunda Guerra Mundial en el programa The Museum of Curiosity también de BBC Radio 4.
En mayo de 2011, la BBC publicó un nuevo pódcast, A Point of View: Clive James, con los sesenta programas de  A Point of View presentados por James entre 2007 y 2009.
James publicó conversaciones en videoblog de su programa en Internet Talking in the Library, incluyendo conversaciones con Ian McEwan, Cate Blanchett, Julian Barnes, Jonathan Miller y Terry Gilliam. Además de poemas y textos en prosa del propio James, su página incluye obras de otras figuras literarias, como Les Murray y Michael Frayn, así como obras de pintores, escultores y fotógrafos como John Olsen y Jeffrey Smart.

### Teatro
En 2008, James actuó en dos obras epónimas en el Festival Edimburgh Fringe: Clive James in Conversation y Clive James en the Evening. Este último espectáculo lo llevaría en una pequeña gira por Reino Unido en 2009.

## Reconocimientos

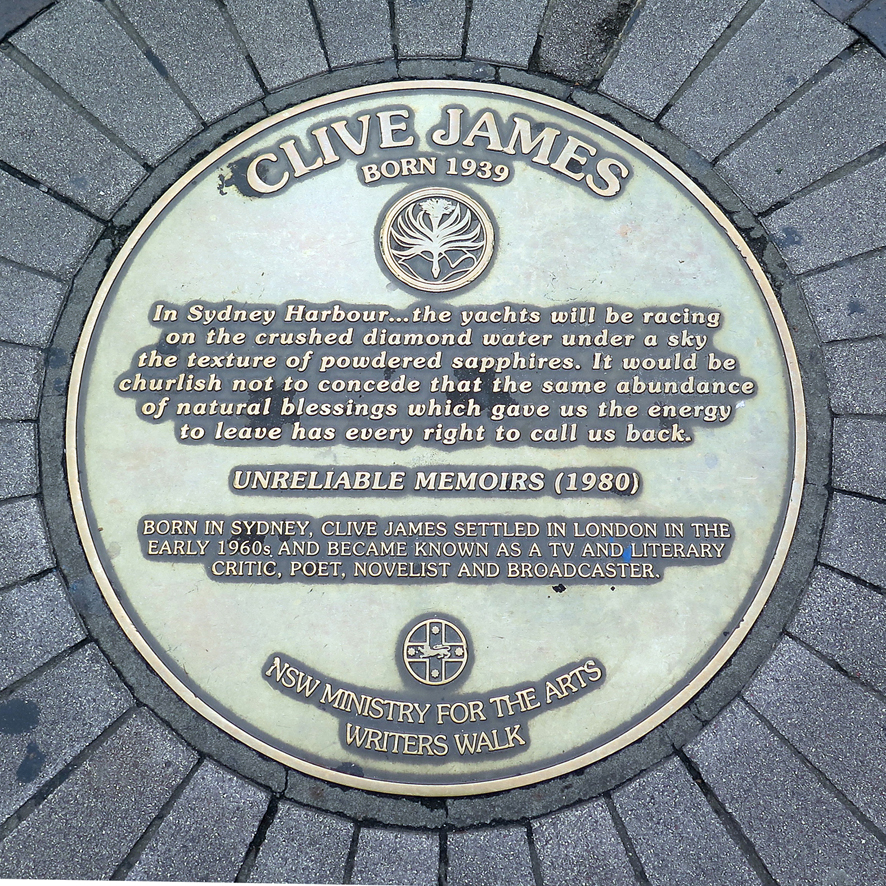
Placa de James en el Paseo de los Escritores de Sídney

En 1992, fue nombrado Miembro de la Orden de Australia (AM). En 2013 fue ascendido a Oficial de nivel (AO). Fue nombrado Comandante de la Orden del Imperio Británico (CBE) en 2012 por sus servicios a la literatura y los medios de comunicación. En 2003 fue galardonado con la Medalla de Literatura del Philip Hodgins Memorial. Fue nombrado doctor honoris causa por las Universidades de Sídney y de Anglia del Este. En abril de 2008, fue galardonado con el Premio Especial a la Escritura y su difusión por los jueces del Premio Orwell.
Fue elegido miembro de la Royal Society of Literature (Real Sociedad de Literatura) en 2010. Era Miembro Honorario de Pembroke College (Cambridge), su alma materr. En la edición de 2015 de los Premios BAFTA, recibió un premio especial en reconocimiento a sus 50 años de carrera. En 2014, fue galardonado con la Medalla del Presidente de la Academia Británica.
También se colocó en su honor una placa en el Paseo de Escritores de Sídney en Circular Quay, en la que se incluye un pasaje de Unreliable Memoirs: "In Sydney Harbour ... the yachts will be racing on the crushed diamond water under a sky the texture of powdered sapphires. It would be churlish not to concede that the same abundance of natural blessings which gave us the energy to leave has every right to call us back."

## Opiniones políticas
Las opiniones políticas de James ocuparon un espacio destacado en buena parte de sus últimos escritos. Aunque se mostró muy crítico con el comunismo por su tendencia al totalitarismo, se identificaba como una persona de izquierdas. En una entrevista de 2006 en The Sunday Times, James dijo de sí mismo: "yo me crié en la izquierda proletaria y sigo allí. Los derechos de los trabajadores son algo irrenunciable, y no creo que el libre mercado sepa a dónde va." En un discurso dado en 1991, criticó los procesos de privatización: "Respecto a la idea de que la radiotelevisión pública de Gran Bretaña —una de las grandes instituciones del país, pese a todos sus inconvenientes— mejoraría por estar sometida a las condiciones de un mercado libre: era evidente que desde un punto de vista político era absurdo. Pero por algún motivo la gente tuvo más dificultad en darse cuenta de que también era absurdo desde el punto de vista económico."
En general, James se identificaba como un social demócrata liberal. Dijo que apoyaba firmemente la invasión de Irak en 2003 y en 2007 afirmó que "la guerra solo duró un par de días" y que la continuación del conflicto en Irak fue "la paz de Iraq". También escribió que durante el régimen de Sadam Huseín "la política oficial era violar a las mujeres delante de su familia" y que las mujeres gozaban de más derechos desde la invasión. También fue patrón de Burma Campaign UK, una organización no gubernamental que lucha por los derechos humanos y la democracia en Birmania.
James era ateo, describía las religiones como "agencias de publicidad para un producto que no existe" y consideraba que el ateísmo constituía la posición obvia por defecto.

## Vida personal
En 1968, en Cambridge, contrajo matrimonio con Prudence A. "Prue" Shaw, lectora emérita de Estudios Italianos en el University College de Londres y autora de Reading Dante: From Here to Eternity. James y Shaw tuvieron dos hijas, una de las cuales es la artista Claerwen James. En abril de 2012, el programa de la cadena australiana Nine Network A Current Affair emitió un reportaje en el que la exmodelo Leanne Edelsten admitió haber tenido una relación sentimental con James durante ocho años, desde 2004. Shaw echó a su marido de la casa familiar tras conocer esta revelación. Antes de esto, y durante la mayor parte de su vida laboral, James había repartido su tiempo entre un almacén reconvertido en piso en Londres y la casa familiar en Cambridge.
Tras la muerte de Diana de Gales, escribió un artículo para The New Yorker titulado "Requiem", expresando una incontenible tristeza. Desde entonces, rehuyó hacer ningún comentario sobre su amistad, con la salvedad de algunos comentarios en su quinto volumen de memorias, Blaze of Obscurity.
James era capaz de leer, con distinta fluidez, en francés, alemán, italiano, español, ruso y japonés. Era un enamorado del tango, motivo por el que viajó a Buenos Aires para recibir clases de baile y por el que puso una pista de baile en su casa.
Fue toda su vida seguidor de los St. George Dragons y escribió con admiración sobre Reg Gasnier, uno de los Inmortales de la Liga de Rugby Australiana, que fue su compañero en la Sydney Technical High School. Fue copresentador de un episodio de The Footy Show en 2005, un programa sobre rugby australiano.

## Problemas de salud y fallecimiento
Durante buena parte de su juventud, James fue un fumador y bebedor empedernido. En su libro de memorias May Week Was in June contó que solía llenar un tapacubos, usado a modo de cenicero, cada día. En varias ocasiones escribió acerca de sus intentos, culminados con éxito intermitente, de dejar de beber y de fumar. Durante años fumó unos 80 cigarrillos al día, antes de dejarlo definitivamente en 2005. A los treinta y tantos años de edad también consiguió dejar de fumar durante 13 años.
Después de que los medios de comunicación especularan con que había sufrido una insuficiencia renal, James confirmó, en junio de 2012, que padecía una leucemia linfática crónica y que estaba "cerca del final". Asimismo, reveló que también se le habían diagnosticado un enfisema e insuficiencia renal a principios de 2010.
El 3 de septiembre de 2013, se emitió una entrevista con el periodista Kerry O'Brien, Clive James: el chico de Kogarah, por la Australian Broadcasting Corporation. La entrevista fue filmada en la biblioteca de su antiguo colegio en la Universidad de Cambridge. En esta larga entrevista, James habló de su enfermedad y del hecho de enfrentarse a la muerte. James escribió el poema "Japanese Maple", publicado en The New Yorker en 2014, descrito como su "poema de despedida". The New York Times lo llamó "una conmovedora meditación sobre su muerte inminente".
En una entrevista para la BBC con Charlie Stayt, emitida el 31 de marzo de 2015, James se describió a sí mismo como "cerca de la muerte, pero agradecido a la vida". En octubre de 2015, reconocía jocosamente estar un poco "avergonzado" por seguir vivo gracias a un tratamiento con un fármaco experimental.
Hasta junio de 2017, escribió una columna semanal para The Guardian titulada "Reports of My Death...".
James falleció el 24 de noviembre de 2019, en su casa de Cambridge.

### Obras de no ficción
- James, Clive (1974). The Metropolitan Critic. ISBN 9780224042413.
- James, Clive (1977). Visions Before Midnight: television criticism from The Observer 1972–76. ISBN 0224013866.
- James, Clive (1979). At the Pillars of Hercules. ISBN 9780330372145.
- James, Clive (1980). First Reactions : critical essays 1968–79. ISBN 9780394512334.
- James, Clive (1981). The crystal bucket : television criticism from The Observer 1976–79. ISBN 9780330267458.
- James, Clive (1982). From the land of shadows. ISBN 9780330269940.
- James, Clive (1983). Glued to the box : television criticism from The Observer. ISBN 9780224020664.
- James, Clive (1984). Flying visits : postcards from The Observer, 1976–83. ISBN 9780330288392.
- James, Clive (1988). Snakecharmers in Texas : essays 1980–87. ISBN 9780330305808.
- James, Clive (1991). Clive James on television.[83]
- James, Clive (1992). The dreaming swimmer : non-fiction, 1987–1992. ISBN 9780330331210.
- James, Clive (1993). Fame in the 20th Century. ISBN 9780563362746.
- James, Clive (2001). Reliable essays : the best of clive james. ISBN 9780330481298.
- James, Clive (2003). As of this writing : essays 1968–2000. ISBN 9780393051803.
- James, Clive (2004). Even as we speak : new essays 1993–2001. ISBN 9780330493062.
- James, Clive (2005). The meaning of recognition : new essays 2001–2005.
- James, Clive (2007). Cultural amnesia : necessary memories from history and the arts. ISBN 9780393061161.
- James, Clive (2009). The revolt of the pendulum : essays 2005–2009. ISBN 9780330457392.
- James, Clive (2011). A Point of View. ISBN 9780330534383.[84]
- James, Clive (2013). Cultural cohesion : essential essays. ISBN 9780393346367.
- James, Clive (2014). Poetry notebook 2006–2014. ISBN 9781447269120.
- James, Clive (2015). Latest readings. ISBN 9780300223552.
- James, Clive (2016). Play all. ISBN 9780300229707.
- James, Clive (2019). Somewhere becoming rain: Collected writings on Philip Larkin. ISBN 9781529028829.

### Memorias
- James, Clive (1980). Unreliable memoirs. ISBN 9781447275480.
- James, Clive (1985). Falling towards England. ISBN 9780330294379.
- James, Clive (1990). May Week was in June. ISBN 9780330315227.
- James, Clive (2006). North Face of Soho. ISBN 9780330481281.
- James, Clive (2009). The Blaze of Obscurity. Pan Macmillan. ISBN 9780330457361.

### Novelas
- James, Clive (1983). Brilliant Creatures. ISBN 9780330283434.
- James, Clive (1987). The Remake. ISBN 9780330303743.
- James, Clive (1991). Brrm! Brrm!. ISBN 9780330325486.[85]
- James, Clive (1996). The Silver Castle. ISBN 9780224043847.

### Poesía

#### Epopeyas o poemas épicos
- James, Clive (1975). The Fate of Felicity Fark in the land of the media: a moral poem. Cape. ISBN 9780224011853.
- James, Clive (1976). Peregrine Prykke's pilgrimage through the London literary world.[9]
- James, Clive (1976). Britannia Bright's bewilderment in the wilderness of Westminster.
- James, Clive (1981). Charles Charming's challenges on the pathway to the throne. ISBN 9780224019545.
- James, Clive (1983). Poem of the Year. ISBN 9780224029612.
- James, Clive (2016). Gate of lilacs: A verse commentary on Proust. ISBN 9781509812356.
- James, Clive (2018). The River in the Sky. ISBN 9781509887231.

#### Antologías
- James, Clive (1977). Fan-mail: Seven Verse Letters. ISBN 9780571110582.
- James, Clive (1986). Other Passports: Poems 1958–1985. ISBN 9780330301794.
- James, Clive (2003). The book of my enemy. ISBN 9780330420044.[86]
- James, Clive (2008). Angels over Elsinore: collected verse 2003–2008. ISBN 9780330457408.
- James, Clive (2009). Opal sunset: selected poems 1958–2009. ISBN 9780393067071.
- James, Clive (2012). Nefertiti in the flak tower. ISBN 9781447207009.
- James, Clive (2015). Sentenced to life. ISBN 9781447284055.
- James, Clive (2016). Collected poems 1958–2015. ISBN 9781631492471.
- James, Clive (2017). Injury time. ISBN 9781509852987.
- James, Clive (2021). Fin de fiesta: últimos poemas. ISBN 9788418178733.

#### Traducciones
- Dante Alighieri (2013). Dante's Divine Comedy. Translated by Clive James. ISBN 9781631491078.[87]

#### Lista de poemas
| Título                          | Año  | Primera publicación                                                                                | Reimpresión/antología |
| ------------------------------- | ---- | -------------------------------------------------------------------------------------------------- | --------------------- |
| Beachmaster                     | 2009 | James, Clive (April 2009). «Beachmaster». The Monthly.                                             |                       |
| Early to bed                    | 2013 | James, Clive (April 2013). «Early to bed». Australian Book Review 350: 25.                         |                       |
| Leçons de ténèbres              | 2013 | James, Clive (3 de junio de 2013). «Leçons de ténèbres». The New Yorker 89 (16): 64.               |                       |
| Rounded with a sleep            | 2014 | James, Clive (16 de marzo de 2015). «Rounded with a sleep». The Times Literary Supplement 5810: 4. |                       |
| Star system                     | 2015 | James, Clive (16 de marzo de 2015). «Star system». The New Yorker 91 (4): 50-51.                   |                       |
| Initial outlay                  | 2016 | James, Clive (Jan–Feb 2016). «Initial outlay». Quadrant 60 (1–2): 9.                               |                       |
| I was proud of these hands once | 2016 | James, Clive (Jan–Feb 2016). «I was proud of these hands once». Quadrant 60 (1–2): 49.             |                       |
| Splinters from Shakespeare      | 2016 | James, Clive (Jan–Feb 2016). «Splinters from Shakespeare». Quadrant 60 (1–2): 49.                  |                       |